# Mount Shasta Wilderness
La Mount Shasta Wilderness est une aire sauvage de 137 km2 située au nord de la Californie à l'ouest des États-Unis. Créée en 1984, elle s'étend dans la forêt nationale de Shasta-Trinity au sein de la chaine des Cascades.

## Géographie
La réserve naturelle tire son nom du mont Shasta, un important volcan qui culmine à 4 317 m au sein de la chaine des Cascades. Plusieurs glaciers dont le glacier Wintun s'étendent sur ce sommet. Un permis est nécessaire pour se promener au-dessus de 3 000 m.

## Milieu naturel
La zone protège des zones forestières qui furent largement exploitées dans le passé. Elle abrite des vestiges de coulées de lave, des sources d'eau chaude, des cascades. La forêt se compose de nombreux conifères dont le Sapin rouge (Abies magnifica var. shastensis), le Pin à sucre, le Sapin de Douglas et le Pin argenté. Les coulées de lave sont colonisées par des genévriers et Cercocarpus. Une fleur commune et endémique de la région est la Lilium pardalinum ssp. Shastense.
La zone abrite l'Ours noir, le coyote, le cerf et de nombreuses autres espèces.

### Référence
1. ↑  (en) « Wilderness Acreage Breakdown for The Mt. Shasta Wilderness », sur Wilderness.net (consulté le 13 mars 2010)
2. ↑  (en) « Mt. Shasta Wilderness: Applicable Wilderness Law(s) », sur Wilderness.net (consulté le 13 mars 2010)
3. ↑  United States Geological Survey(USGS)Geographical Names Information System(GNIS)
4. ↑  Atkinson, Ron p.227
5. ↑  Shasta-Trinity National Forest Wilderness page.